# 彭罡原
 彭罡原（英文：Byron Pang，1981年10月2日—），生於英屬香港，籍貫廣東揭西。
彭罡原原名彭志鴻，1993年改為彭冠期，2011年再易名彭罡原。
彭罡原曾是一位游泳教練和救生員，也曾當過電影副導演、替身及西厨師。參選2005年度第一屆《香港先生選舉》。是香港前無綫電視藝員，2009年彭罡原离开电视圈，跃进大银幕，曾簽約於藝行者電影公司旗下的電影演員，参演拍摄描写香港同性恋、毒品的奇情电影《安非他命》，片中毫无保留的全裸演出，完全投入的演技大获好评。彭罡原因此成为第一位在电影中全裸演出的《香港先生》而轰动全城。
2011年彭罡原凭着艺术电影《安非他命》提名角逐2011年香港電影金像獎最佳新演员奖项，并成为大热门。
除幕前演出外，更自组班子，创作多部独立电影。2010年彭罡原更修读心理学导师课程，拓展心灵辅导事业，并尝试将心灵辅导与电影相结合。

## 早年生涯
彭罡原出身於一個破碎家庭，童年時期讀書不成，其叛逆的個性曾使他誤入歧途，經常過着打架、吸毒及破壞社會的日子，12歲的他被關進兒童教導所，及後被安排入讀紀律學校，三年的紀律生活令他浪子回頭。「改過自身」成为彭罡原及后的人生目标，全因為当年其校監的一句說話：「被安排到這裡入讀的每一個人都是有問題，進來就是要你們改過，自己做過的事，應由自己去承擔」。
離開紀律學校後，彭罡原辗转進入工業學院IVE進修汽車維修課程，之後想籍其技術找尋工作，那時正值1997年亞洲金融風暴事件後，沒有車行雇佣他，及後彭輾轉做過西廚学徒、救生員等等，由于覺得自己學歷不足。於是彭罡原決心讀夜校，由小學開始讀起，當時其将所有正職兼職的收入都用來交學費。最终，彭罡原憑個人毅力，多年半工讀下，終讀上港大校外課程HKUSPACE，后来彭罡原报名参加无线电视举办的《香港先生选举》，因為參加《香港先生》和晉身TVB工作的关系，彭罡原最終也沒有畢業。
彭罡原在拍摄电影、电视期間也考取了不少的專業技術資格。

## 習武生涯
童年時的彭罡原很不屑那些街頭惡霸恃強凌弱欺負弱小，於是激發自己要段練成一個強壯和可以保護自己及身邊重要的人。因此他苦練中國功夫、格鬥技、自衛術、拳擊等。因為他的師傅是一位電影武術指導，讓他有機會接觸拍攝，當上動作副導演和替身，更被歐洲權威武術雜誌MARTIAL ARTS Magazine訪問。
2004年他被香港電台選中在一齣Y2K青春武俠劇《天下無敵》裏擔一重角，開始踏上演藝舞台。

## 早期演出

### 香港電台
- 2004年，《天下無敵》數碼電影 飾演少林寺主持釋念
- 2004年，《執筆寫字》 飾演武學家（ETV教育電視）
- 2004年，《鐵窗邊緣》單元劇 飾演游祖倫
- 2005年，《左鄰右裏》單元劇 飾演司徒寶
- 2005年，《醫學神探》單元劇 飾演梁子明醫生

### 廣告或宣傳片
- 2004年，《香港共同努力的一年》（香港旅遊發展局宣傳片）飾演潛水教練
- 2004年，《mj 滋滋梨汁》（Mr. Juice果汁先生電視廣告）飾演 武林高手雪梨俠
- 2006年，《鳳凰衛視十週年宣傳短片》動作指導

## 參選香港先生
- 2005年，在名為彭冠期的時代參選TVB主辦的第一屆《香港先生選舉》。[2]，成為了「健力组」第16號的入選者。他赢得了《最特出組別大獎》（與黃長興、鄭健樂、鄧志恆合作）。在才藝表演中，他用武術演繹“香港先生”四個字，由於其身手，令他再奪得《最突出個人表現大獎》。

## 無綫電視
籍著香港先生選舉，他加入了無綫電視，成為前TVB藝員，其作品如下：

### 音樂MV
- 2005年，鄧麗欣《藍鞋子》男主角
- 2008年，張敬軒《他的故事》男主角

### 主持節目
- 2005年，《力皇爭霸戰》第一輯 主持
- 2006年，《力皇爭霸戰》第二輯 主持 兼 外派日本東京運動員（日本NHK電視台競技比賽）
- 2006年，《筋肉擂台》第三輯 主持
- 2006-2007年，《生活放送》（無綫收費電視潮流知訊節目）主持
- 2007年，《中國功夫之星全球電視大賽]]港 澳 台 區選拔賽第二屆比賽》主持
- 2007年，《跑跑跳跳放暑假--(大大舊)》（TVB兒童節2007）兒童節大使
- 2006至2008年，《激優一族》（翡翠台青少年潮流節目節目）主持
- 2008年，《開心迎戊子》（翡翠台）主持

### 宣傳片
- 2007，《中國功夫之星全球電視大賽》（港澳台區選拔賽）快腿武者

### 電視劇
- 2006年，《男人之苦》飾演 查小冬
- 2006年，《學警出更》飾演 學警劉梓男
- 2007年，《奸人堅》飾演 凌雲階
- 2009年，《學警狙擊》飾演 警員劉梓男

## 其他演出

### 國內劇集
- 2007年，《新小李飛刀》(邵氏電影)飾演 龍盡心

### 電影
(年份為拍攝年份)
- 2006年，《愛裏沒有懼怕恐懼森林》（影音使團）飾演Tommy
- 2007年，《真的戀愛了...? 》（影音使團）飾演Tommy
- 2008年，《風雲Ⅱ》（寰宇電影公司）飾演天行
- 2009年，《安非他命》飾演譚觀奇（Kafka）
- 2009年，《實習大明星》飾演虎哥
- 2012年，《遊》
- 2016年，《南方北方》飾演陳志強

## 加入藝行者
2008年彭罡原離開TVB後，加入了由導演雲翔投資的藝行者電影公司，並成為了旗下演員，首齣電影作品為《安非他命》，彭罡原是該片男主角，並在2010年，憑着《安非他命》一片，被德國柏林影展選片委員會負責人評價為「一位極具演藝潛質的年輕實力派演員」，並入選第60屆柏林影展Panorama全景競賽組別，提名競逐「太迪熊獎」，《Amphetamine》更被柏林影展影評人，評為最火熱觸目電影之一。
彭罡原在電影《安非他命》中的演繹風格獨特達致專業水準，由於在戲內飾演一名長期吸毒和精神失常的人（Kafuka） ，劇情有多場玩命鏡頭，需要在跟香港青馬大橋齊名的昂船州大橋親身上陣拍攝高空彈跳和全裸跳樓以及被同性强暴鸡奸的鏡頭，角色極具難度及挑戰性，其尺度具掙議性，其後被香港電檢署下令刪剪某些場合，成為各大傳媒重點報道的新聞，使他自從離開TVB以來沉寂下去的知名度和關注度又再度活躍回來。

### 演出作品
- 2009年，《永久居留影集》 平面模特兒。有很多人以為彭罡原是電影《永久居留》的演員之一，但其實他從來沒有参與過此電影的拍攝。不過他卻被安排成為《永久居留影集》的平面模特兒和導演雲翔（此影集的另一位平面模特兒）代替了原來的兩個男主角李家濠和洪智傑去拍硬照，而照片的情節、佈景以及大膽程度皆和李家濠和洪智傑的電影版本一模一樣。

- 2010年，《安非他命》 男主角電影，其後橫掃國際多個大影展。當中包括：「芝加哥46屆國際電影節」、「德國漢堡國際電影節」、「HIFF夏威夷30屆國際電影節」、「巴西里約熱內盧國際電影節」、「意大利都寧國際同志電影節」、「西班牙馬德里國際同志電影節」、「日本關西國際電影節」「韓國富川國際電影節」「34屆香港國際電影節閉幕電影」「台北電影節」等。

## 圈中緋聞

### 林保怡
2007年，有個别傳媒傳出彭罡原與無綫藝人林保怡有同性戀關係，不過彭罡原否認。他表示認識林保怡只是因為彼此是同事後來成為較相熟的普通朋友，他表示他和林保怡在一起時被人拍的合照被人惡意利用和散播謠言，他強調他和林保怡皆不是同性戀者，彼此皆有自己的女朋友。

### 雲翔
2009年，有個别傳媒傳出彭罡原被導演雲翔包養，不過彭罡原和雲翔皆否認。他們共同表示緋聞的理據不成立，因為如果雲翔包養彭罡原，他就可以躲在雲翔的家享受生活而不是為他拍戲，並且每天辛苦地拍攝那些跳樓、被打又被強姦的危險鏡頭。彭罡原再三強調自己不是同性戀者。他演繹有同性戀者行為的角色也只是劇情上和藝術上的需要。

## 外部連結
- 彭罡原的新浪微博
- 性·別顛覆？：港男選舉 （页面存档备份，存于），VDO Next，2010年8月19日
- 彭冠期：打交吸毒的日子 （页面存档备份，存于），VDO Next，2010年4月12日
- 三個直男(？)拍基片 （页面存档备份，存于），VDO Next，2010年4月5日